# Westfälischer Anzeiger Verlagsgesellschaft
Die Westfälischer Anzeiger Verlagsgesellschaft mbH & Co. KG (Eigenschreibweise: Mediengruppe Westfälischer Anzeiger), mit Sitz im nordrhein-westfälischen Hamm, ist eine Medienholding und kann auf eine Geschichte seit 1822 zurückblicken. Die Medienholding gehört zur Ippen-Gruppe.
Seit der Übernahme der Geschäftsführung durch Dirk Ippen ist das Unternehmen stetig gewachsen und hat eine Vielzahl an anderen Verlagen, Tageszeitungen, Anzeigenblätter und Rundfunkveranstalter übernommen oder begründet.

## Zeitungen
Die Mediengruppe Westfälischer Anzeiger gibt folgende Tageszeitungen heraus:
- Westfälischer Anzeiger
- Soester Anzeiger

Zudem vertreibt die Mediengruppe Westfälischer Anzeiger für den Märkischen Zeitungsverlag:
- Lüdenscheider Nachrichten
  - Altenaer Kreisblatt
  - Allgemeiner Anzeiger: Nachrichten für das märkische Sauerland
  - Meinerzhagener Zeitung
  - Süderländer Volksfreund
  - Süderländer Tageblatt

Folgende Anzeigenblätter sind im Portfolio des Medienhauses:
- Stadt-Anzeiger Hamm/Bönen (Auflage: 97.500)[4]
- Stadt-Anzeiger Soest (Auflage:80.500)[5]
- Der Bote (Lüdenscheid) (Auflage: 103.000)[6]
- Stadtanzeiger Ahlen/Beckum (Auflage: 54.250)[7]
- Sauerlandkurier (Auflage: 207.000)[8]

Folgendes Anzeigenblatt wurde eingestellt:
- Siegerlandkurier (eingestellt 2020[9]; Auflage: 136.000)[10]
- Streiflichter Dülmen Coesfeld (eingestellt 2020; Auflage: 59.500)[11]

## Beteiligungen
Die Mediengruppe ist an folgenden Verlagen und Rundfunkveranstaltern beteiligt:
- Radio Hamm Betriebsgesellschaft mbH & Co. KG (75 %, Stadtwerke Hamm 25 %)
  - Radio Lippe Welle Hamm
- Märkischer Zeitungsverlag GmbH & Co. KG (71,2 %)
- Pressehaus Bintz Verlag (60 %)
- W. Jahn Verlag GmbH & Co. KG (40 %)
- Münchener Zeitungs-Verlag GmbH & Co. KG (30,2 %)
- Zeitungsverlag Oberbayern GmbH & Co. KG (30,2 %)
- Zeitungsverlag tz München GmbH & Co. KG (30,2 %)
- Westfalen-Blatt Vereinigte Zeitungsverlage GmbH (14,5 %)
- Ippen Digital GmbH & Co KG (10 %)
- Antenne Unna Betriebsgesellschaft mbH & Co. KG (5,4 %)
  - Antenne Unna
- Pressefunk Nordrhein-Westfalen GmbH & Co. KG (1,4 %)
  - radio NRW

## Eigentümerstruktur
An der Mediengruppe sind beteiligt:
- Zeitungsverlag F. Wolff & Sohn (84 %)
- Ingrid von Hertlein (10 %)
- Lore Hildebrandt (6 %)